# دهستان بزنجان
بزنجان از شهرهای بخش مرکزی شهرستان بافت استان کرمان ایران است.